# П'ятдесят відтінків сірого (фільм)
П'ятдесят відтінків сірого (англ. Fifty shades of Grey, гра слів — прізвище Ґрей означає сірий) — американський еротичний фільм 2015 року, екранізація однойменного роману Еріки Джеймс. Прем'єра відбулася напередодні дня святого Валентина, 12 лютого 2015 року.

## Сюжет
21-річна Анастейша «Анна» Стіл — скромна студентка літературного факультету Університету штату Вашингтон — живе у Ванкувері зі своєю подругою, однокурсницею Кетрін «Кейт» Кавана. За тиждень до церемонії вручення дипломів Анастейша, на прохання хворої Кейт підмінити її, їде до Сіетла і бере інтерв'ю у 27-річного мільярдера Крістіана Грея (англ. Grey — сірий). Інтерв'ю складається не дуже вдало, і Анастейша сумнівається в тому, що вони знову колись зустрінуться. Несподівано Грей з'являється в господарському магазині, де дівчина працює продавцем, і купує там кабельні стяжки, ізострічку та мотузку. На прохання Ани він погоджується на фотосесію задля написання статті.
Після фотосесії Крістіан запрошує Ану на каву. Але він іде від неї, пояснивши це тим, що не підходить їй. Пізніше Крістіан надсилає Ані перші копії двох романів Томаса Гарді, зокрема книгу «Тесс із роду д'Ербервіллів».
Ана та її друзі йдуть до бару, щоб відсвяткувати закінчення університету. Стоячи в черзі до жіночого туалету, вона телефонує Крістіану, сказавши, що поверне йому книги і лає його поведінку щодо неї. Він їде в бар, щоб знайти Ану, незважаючи на те, що вона не говорить йому про своє місцеперебування. Під час розмови в барі Ана непритомніє. Наступного ранку вона прокидається у готельному номері Крістіана і зітхає, коли він говорить їй про те, що вони не були близькими.
Ана та Крістіан починають бачити один одного. Він наполягає на тому, щоб вона підписала угоду про нерозголошення, заважаючи розкриттю інформації про їх союз. Крістіан пояснює, що має взаємини, пов'язані з рабством, які чітко визначені в підписаній угоді. Ана говорить, що вона незаймана. Розглядаючи угоду та ведучи переговори в ігровій кімнаті, оснащеній БДСМ, меблями та спорядженням, вони займаються сексом.
Крістіан дарує їй подарунки та сувеніри, такі як новий автомобіль та ноутбук. Після переїзду Ани і Кейт до Сіетла, Ана стає все ближче до Крістіана. Одного разу вночі вона супроводжує його до будинку своїх батьків. Під час вечері Ана згадує, що наступного дня вона їде до Джорджії, аби провідати там матір. Коли вона говорить йому про те, що хоче романтики, а не односторонніх стосунків, Крістіан засмучується. Він несподівано прибуває до Джорджії і зустрічає Ану в готелі, де вона обідає з матір'ю. Крістіан бере її з собою в політ на планері, де вона відчуває себе схвильованою і повертається до Сіетла.
Повернувшись додому, Ана бачить Крістіана, який бажає подальших сексуальних експериментів. Ана погоджується і охоче бере у цьому участь. Крістіан продовжує її утримувати і доводить до стану відчуження. Все ще розглядаючи угоду у спробі зрозуміти Крістіана психологічно, Ана просить продемонструвати, як він її каратиме за порушення правил. Він шість разів шмагає її поясом по сідницях, змушуючи відраховувати кожен удар. Коли Крістіан намагається допомогти Ані піднятися, вона гнівно його відштовхує, засмучується і йде від нього. Наступного ранку вона просить повернути машину, яку продав Тейлор, і прощається з Крістіаном.
В альтернативній кінцівці показано спогади Ани та Крістіана. Крістіан біжить під дощем, в той час як Ана плаче у своїй квартирі. Він отримує подарунок, який вона зробила йому із запискою «Це нагадало мені щасливі часи».

## У ролях
| Актор             | Роль                        |
| ----------------- | --------------------------- |
| Дакота Джонсон    | Анастейша (Ана) Стіл        |
| Джеймі Дорнан     | Крістіан Грей               |
| Макс Мартіні      | Джейсон Тейлор              |
| Елоїза Мамфорд    | Кетрін (Кейт) Кавана        |
| Марсія Ґей Гарден | доктор Грейс Тревельян Грей |
| Люк Граймс        | Елліот Грей                 |
| Ріта Ора          | Міа Грей                    |
| Каллум Кіт Ренні  | Рей Стіл                    |
| Віктор Расук      | Хосе Родрігес               |
| Ділан Ніл         | Робін (Боб) Адамс           |

## Визнання
| Нагороди та номінації фільму «П'ятдесят відтінків сірого» | Нагороди та номінації фільму «П'ятдесят відтінків сірого» | Нагороди та номінації фільму «П'ятдесят відтінків сірого» | Нагороди та номінації фільму «П'ятдесят відтінків сірого»               | Нагороди та номінації фільму «П'ятдесят відтінків сірого» | Нагороди та номінації фільму «П'ятдесят відтінків сірого» |
| Рік                                                       | Кінопремія / Кінофестиваль                                | Категорія / Нагорода                                      | Номінант                                                                | Результат                                                 | Дж                                                        |
| --------------------------------------------------------- | --------------------------------------------------------- | --------------------------------------------------------- | ----------------------------------------------------------------------- | --------------------------------------------------------- | --------------------------------------------------------- |
| 2016                                                      | 88-а церемонія вручення нагороди «Оскар»                  | Найкраща пісня до фільму                                  | Earned It (Беллі, Стефан Моккіо, Стефан Дагіла Квінневілль, The Weeknd) | Номінація                                                 | [ 4 ]                                                     |

## Цікаві факти
- Для того, щоб максимально точно вжитися в роль домінанта, Джеймі Дорнан знайомився зі спільнотою любителів БДСМ зсередини. В компанії режисера фільму актор поринав у специфічну атмосферу, відвідуючи тематичні клуби садистів та любителів бондажу.
- Під час зйомок у ролі експерта на майданчику була присутня людина, яка практикує реальні стосунки за схемою «домінант-сабміссив».
- Також на майданчику був задіяний ще один незвичний для художнього фільму спеціаліст — флаффер. Професійні навички подібних знавців застосовуються у порноіндустрії. До обов'язків флаффера входить спостереження за ерекцією акторів і у випадку необхідності постачання чоловіків різними стимулюючими засобами.
- За сюжетом книги знайомство Анастейші та Крістіана сталося навесні. Але зйомки відбувалися взимку, в Канаді, де актори замерзали у своєму тонкому одязі, але не подавали вигляду. Після слів «Стоп. Знято!» до замерзлої Дакоти Джонсон поспішила помічниця з теплою курткою.
- Джеймі Дорнан поділився думками про те, які сексуальні сцени «50 відтінків» були дуже вдалими. Це сцена кохання у спальні Анастейші, коли на очі дівчини була пов'язана сіра краватка, а також сцена з білим вином.
- Головні актори фільму відзначають у себе відсутність сором'язливості та з легкістю говорять про особисті пристрасті. Дорнан назвав найсексуальнішу частину жіночого тіла — в його уявленні це руки. Дакота Джонсон досить високо оцінює руки чоловіків і при цьому додає, що не переносить чоловіків у капелюхах із фетру і тих, хто неакуратно їсть.
- Здивування та шок Анастейші при першому знайомстві з червоною кімнатою абсолютно не награні. Дакоті Джонсон не показували «ігрову» до моменту зйомки цієї сцени.
- Внутрішнє облаштування пентхауса було покладено на фірму із Португалії «Menina Design». Завдяки зв'язкам режисера у світі мистецтва, на стінах житла Крістіана виявились полотна таких художників, як Гарланд Міллер[en] , Майкла Джу[en], Джон Балдессарі, Ґері Г'юм[en] та інших знаменитостей.